# Claron McFaddenová

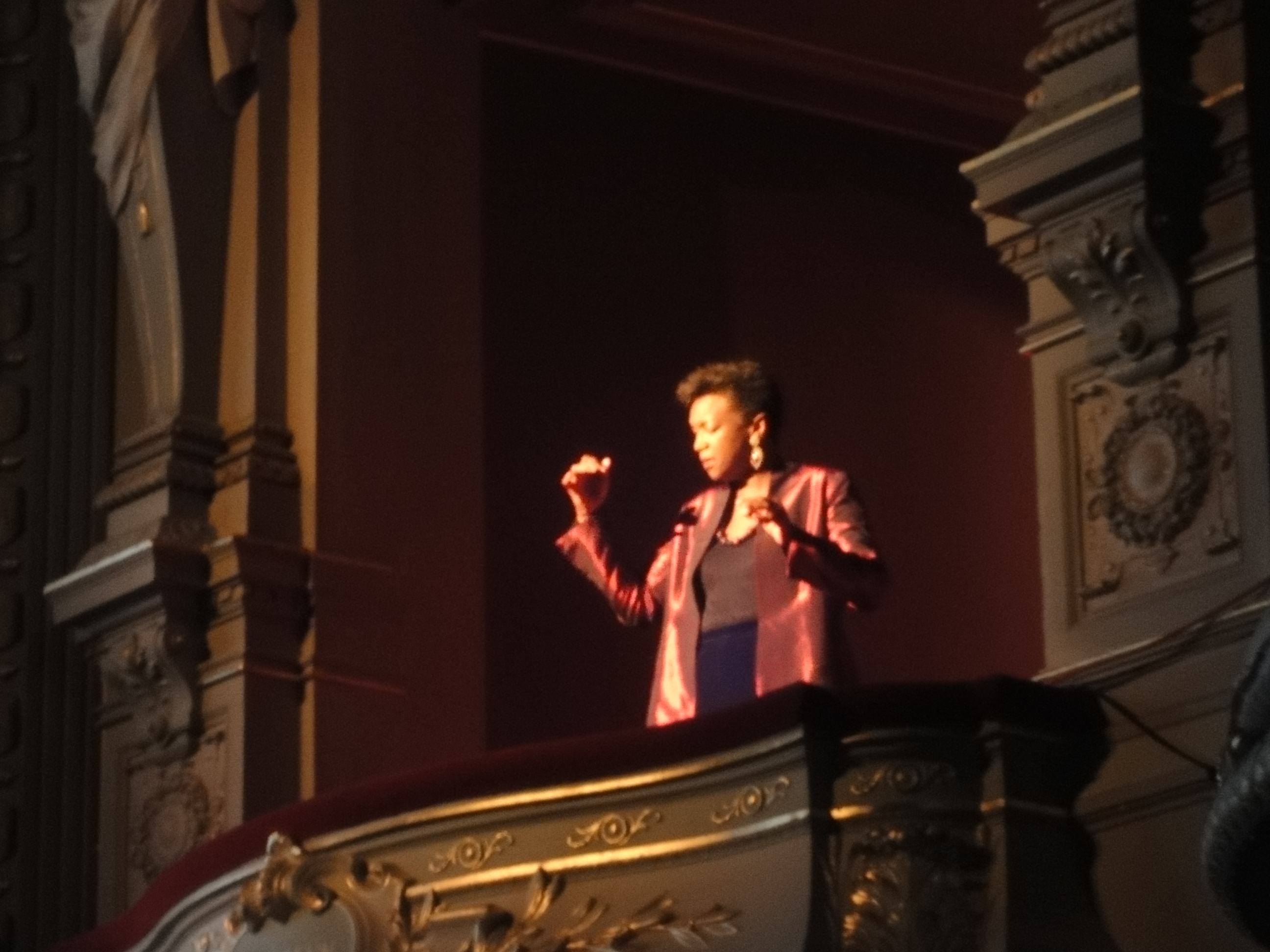
Claron McFaddenová

Claron McFaddenová (anglicky Claron McFadden, * 1961, Rochester, New York, USA) je americká klasická sopranistka žijící v Amsterodamu. Studovala zpěv na Eastmanově škole hudby, kde absolvovala roku 1981.
Její repertoár zahrnuje především současnou vážnou hudbu a barokní hudbu. Vystupuje často v opeře, v barokních oratoriích a zpívá i s jazzovými hudebníky. Roku 2007 získala Amsterodamskou uměleckou cenu.